# Victime de sa probité
Victime de sa probité è un cortometraggio del 1908 diretto da Lucien Nonguet.

## Trama
Un mendicante sta chiedendo la carità, stanco ed affamato si sdraia su di una panchina e si addormenta. Un agente di polizia arriva e gli ordina di andare via. Il mendicante si alza e se ne va, lungo la sua strada raccoglie una borsetta caduta poco prima da una donna. Il mendicante apre la borsetta per vedere il suo contenuto, ma purtroppo un rotolo contenente soldi ed alcuni documenti cascano a terra, senza che se ne accorga. Nel frattempo la proprietaria della borsetta, accortasi dello smarrimento, si reca alla più vicina stazione di polizia per denunciare la sua perdita. Subito dopo arriva il mendicante che consegna la borsetta all'ufficiale che è alla scrivania, che a sua volta la dà alla donna. La donna apre la borsetta e vede subito che mancano i soldi e i documenti, accusando il mendicante. L'agente di polizia, lo afferra gettandolo poi in cella. Nel frattempo, un signore ritrova il rotolo di soldi e documenti che porta subito alla stazione di polizia e che la donna riconosce come suoi. A questo punto si rendono conto dell'onestà del mendicante, si recano per liberarlo ma il povero mendicante per la vergogna si è impiccato nella sua cella.